# Bojanovice (Zlobice)
Bojanovice (německy Bojanowitz) je vesnice, část obce Zlobice v okrese Kroměříž. Nachází se asi 2 km na sever od Zlobic. Je zde evidováno 66 adres. Trvale zde žije 140 obyvatel.
Bojanovice leží v katastrálním území Bojanovice u Zlobic o rozloze 1,9 km2.

## Obyvatelstvo

### Struktura
Vývoj počtu obyvatel za celou obec i za její jednotlivé části uvádí tabulka níže, ve které se zobrazuje i příslušnost jednotlivých částí k obci či následné odtržení.
| Místní části   | Místní části    | 1869 | 1880 | 1890 | 1900 | 1910 | 1921 | 1930 | 1950 | 1961 | 1970 | 1980 | 1991 | 2001 | 2011 |
| -------------- | --------------- | ---- | ---- | ---- | ---- | ---- | ---- | ---- | ---- | ---- | ---- | ---- | ---- | ---- | ---- |
| Počet obyvatel | část Bojanovice | 247  | 251  | 274  | 312  | 323  | 304  | 294  | 228  | 250  | 214  | 192  | 153  | 140  | 144  |
| Počet domů     | část Bojanovice | 44   | 50   | 53   | 56   | 56   | 57   | 60   | 68   | -    | 59   | 57   | 62   | 62   | 63   |